# Çınardere
Çınardere ist ein Dorf im Landkreis Biga der türkischen Provinz Çanakkale. Çınardere liegt etwa 74 km nordöstlich der Provinzhauptstadt Çanakkale und 20 km nordwestlich von Biga. Çınardere hatte laut der letzten Volkszählung 145 Einwohner (Stand Ende Dezember 2010). Die Bevölkerung besteht hauptsächlich aus Tschetschenen.